# Dunback
Dunback, autrefois appelé Waihemo, est une petite localité de la région d’Otago dans l’Île du Sud de la Nouvelle-Zélande.

## Situation
Elle est située entre la ville de Palmerston et celle de  Ranfurly sur le trajet de la route State Highway 85/S H 85 (en).

## Population
Elle a une population d’environ 200 personnes. 
La plupart d’entre elles vivent dans les zones rurales entourant la ville.

## Installations
Les seuls bâtiments, qui subsistent actuellement sont l’église, l’hôtel « highwayman», le « hall du couronnement » et l’école de Dunback. 
Tous ces bâtiments ont plus de 100 ans d’âge. 
Il y a aussi le « domaine de Dunback», qui comporte un terrain de cricket, un terrain de camping et un green de bowling. 
Les résidents locaux comme les campeurs, apprécient les installations, qui leur sont offertes. Le long de ‘Murphy street’ siège aussi un pont suspendu, qui fut construit au début des années 1900 pour les enfants, qui traversaient la rivière pour avoir un accès plus facile à l’école.

## Accès
Du 29 août 1885 jusqu’au 1er janvier 1968, la ville fut le terminus de l’ embranchement ferroviaire du chemin de fer de la branche de Dunback (en), qui quittait la ligne principale du sud (en) au niveau de la ville de Palmerston.
Actuellement, quelques-unes des anciennes structures du chemin de fer, le long de la berge au niveau de la cour de la station, et d’autres reliques du chemin de fer peuvent être aperçues autour de Dunback.